# Saint-Michel-de-la-Pierre
Saint-Michel-de-la-Pierre là một xã thuộc tỉnh Manche trong vùng Normandie tây bắc nước Pháp. Xã này nằm ở khu vực có độ cao trung bình 50 mét trên mực nước biển.